# Human parainfluenzavirus
Human parainfluenzavirus er et RNA-virus tilhørende paramyxovirus-familien. Disse virus er kapselerede, enkeltstrengede og negativt polariserede og inkluderer udover parainfluenzavirus også mæslingevirus (morbillivirus), fåresygevirus og respiratorisk syncytialvirus (RSV).
Parainfluenzavirus kan føre til strubehoste, som er en infektion af de øvre luftveje.